# Justicia eburnea
Justicia eburnea är en akantusväxtart som beskrevs av D.N. Gibson. Justicia eburnea ingår i släktet Justicia och familjen akantusväxter. Inga underarter finns listade i Catalogue of Life.